# Долгарева, Анна Петровна
А́нна Петро́вна До́лгарева (укр. Анна Петрівна Долгарєва; также использует псевдонимы Анна Ле́мерт и Алонсо Кехано; род. 4 августа 1988, Харьков) — украинская, затем российская поэтесса, журналистка, пропагандистка. Представительница Z-поэзии.

## Биография
Родилась 4 августа 1988 года в Харькове, Украинской ССР. По национальности русская, родители Анны Долгаревой родом из Белгородской области, они переехали в Харьков до её рождения из-за работы отца, инженера-ракетчика.
Выросла частично в Харькове, частично в деревне на севере Белгородской области, у папиных родителей, и ощущает себя в России, а не на Украине; не считает Украину своей страной и не чувствовала себя вправе интересоваться украинской политикой.
Первые стихи сочинила в возрасте около трёх лет, а в девять лет завела для них тетрадь. Училась в Харькове в физико-математическом украиноязычном лицее, потом — на химическом факультете Харьковского национального университета.
В 2010 году после окончания университета переехала в Киев, чтобы поступить в аспирантуру, но не преуспела в этом. Там Долгарева работала в качестве интернет-журналиста, писала новостные заметки и политические колонки.
В 2013 году Долгарева устроилась в киевское издание, где она в качестве копирайтера писала тексты по компьютерным играм. Работа была удалённой, и Долгарева переехала в Россию, в Санкт-Петербург.
Началась война в Донбассе. Через некоторое время Долгарева уехала в Луганск, к своему киевскому знакомому Алексею Журавлёву, ставшему командиром артиллерийской батареи в самопровозглашённой ЛНР, но он к тому времени погиб.
Долгарева осталась в Луганске. С 2015 года она работала военным корреспондентом — сначала для небольшого «жёлтого сайта», потом для сайта петербургского Пятого канала. Долгарева пишет, что в то время на неё обрушилось большое горе, а потому она писала «абсолютно отвратительные статьи, полные ужасного пафоса», «как передовицы 1930-х».
В 2015 году внесена в список сайта «Миротворец», занимающегося сбором персональных данных лиц, которые, по мнению администрации сайта, совершили преступления против украинского государства.
В 2016 году Долгарева лечилась от депрессии, вскоре после чего переехала в Донецк. Там в 2017 году познакомилась с Андреем Куцким (Милославским), IT-специалистом и снайпером самопровозглашённой ДНР, за которого вышла замуж. Вскоре они развелись.
С 2016 по 2019 год писала журналистские статьи для российского издания «Ридус», с 2019 года — для сайта «Взгляд».
В 2018 году Долгарева переехала из Донецка в Москву, обосновав это тем, что больше не может видеть смерть мирных людей. В 2018—2022 годах периодически ездила в Донбасс, постоянно проживая в России.
В 2020 году во время первой волны пандемии COVID-19 Анна Долгарева работала волонтёром в отделении гнойной хирургии московской ГКБ имени Виноградова.
В 2022 году, с началом вторжения России на Украину, возобновила командировки на линию фронта, посещала оккупированный Мелитополь.
В ноябре 2022 года на фоне отступления российских войск из Херсона резонансной стала публикация Долгаревой в соцсетях: «Единственная хорошая новость в том, что мой товарищ успел покрасть енота из херсонского зоопарка». Запись породила множество шуток и мемов.

## Литературное творчество

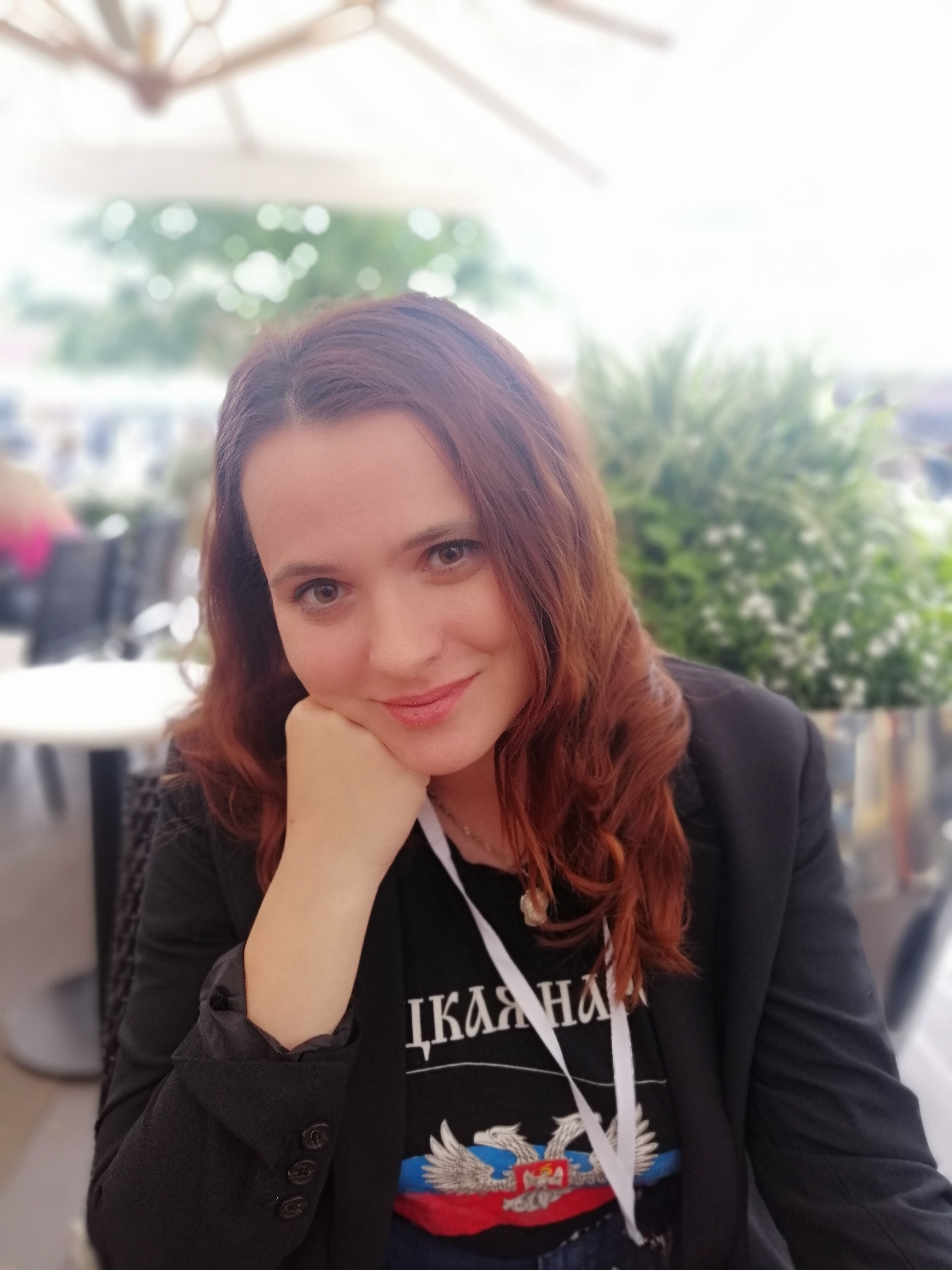
Анна Долгарева в 2022 году во время вручения премии «Лицей»

В 2019 году в сети распространилось её стихотворение «Бог говорит Гагарину…», написанное к Дню космонавтики. Эти стихи принесли ей в 2019 году Григорьевскую премию и первые премии Всемирного дня поэзии и поэтического конкурса «45-й калибр».
В Москве она издала три сборника стихов — «Лес и девочка» (2019), «Русский космос» (2019) и «Сегодня» (2021). Публиковалась в журналах «Урал», «День и ночь», «Юность», «Крещатик».
Регулярно выступает с концертами в разных городах России и Донбасса.
В 2021 году Анна стала победительницей Всероссийской литературной премии имени Левитова в номинации авторов до 40 лет.
В конце мая 2022 Долгарева стала победительницей VII Всероссийского фестиваля молодой поэзии имени Леонида Филатова «Филатов Фест», а в начале июня 2022 получила приз читательских симпатий пушкинской премии «Лицей».

## Политические взгляды
Долгаревой не нравится российская политическая система, которую она называет «гнилой», но ей симпатичен Владимир Путин. Называет «духовно-скрепный дискурс» в России не близким ей. Считает, что Украина строит себя на противопоставлении с Россией. Осуждает украинский национализм и недостаточное соблюдение прав ЛГБТ на Украине. Считает, что в России более развито гражданское общество, чем на Украине. Называла войну в Донбассе «гибридной войной», осуждает ОУН-УПА за сотрудничество с Адольфом Гитлером.
Поддержала нападение России на Украину, по поводу «денацификации» Украины высказалась в украинофобном ключе:
Денацификация возможна чисто физически. Нужно просто уничтожить тех, кто с нами воюет, и вырастить их детей в русском духе.
Выступила одним из основателей «Союза 24 февраля», объединяющего поддержавших боевые действия деятелей литературы.

## Отзывы
«Перед нами русский поэт, милосердный и прощающий, истеричный и пьяный, нежный и ранимый. Самый христианский поэт нашего палёного времени… нет у нас другого поэта, которого бы Христос по щеке погладил. Бог-отец всё отнял сначала — а потом Христос сам спустился к этой девочке — и погладил её по щеке». Дмитрий Филиппов.
«Стихи ничего не меняют, но возвращают силы, отводят отчаяние, позволяют дышать заново, когда казалось, что дышать больше нечем и незачем. И молящийся, и взыскующий, и плачущий — все получают ответ». Сергей Ивкин.
«Как только речь заходят о мёртвых, о том свете, так сразу эти стихи обретают настоящую энергию [...] Тут включается отвратительная, но более-менее подлинная энергетика. То есть как только возникает слово "смерть", как только возникает мотив смерти, стихи обретают какое-то другое измерение [...] Это то, что лежит в основе этих стихов». Михаил Эдельштейн.

## Санкции
15 января 2023 года, из-за вторжения России на Украину, Долгарева внесена в санкционный список Украины за «активную поддержку агрессивной политики путинского режима» и распространение «кремлевских пропагандистских нарративов для оправдания действий России». Предполагается блокировка активов на территории страны, приостановка выполнения экономических и финансовых обязательств, прекращение культурных обменов и сотрудничества, лишение украинских госнаград.

## Публикации
Сборники стихов
- Время ждать. — Харьков: Крок, 2007. Архивировано 19 октября 2016 года.
- Хроники внутреннего сгорания. — М.: 2012
- Из осаждённого десятилетия. — М.: Алькор Паблишерс, 2015. — 192 с. — ISBN 978-5-906099-94-5.
- Уезжают навсегда. — Луганск: Большой Донбасс, 2016. — 96 с. — ISBN 978-5-904933-02-9.
- Лес и девочка. — М.: Издательская группа «Традиция», 2019. — 104 с. — ISBN 978-5-6042801-5-7.
- Русский космос. — Тверь: Издательство «СТиХИ», 2019. — 90 с. — ISBN 978-5-98721-034-5.
- Сегодня. — Тверь: Издательство «СТиХИ», 2021. — 38 с. — ISBN 978-5-6046103-9-8.
- Красная ягода. Чёрная земля. — М.: АСТ, 2023. — 224 с. — ISBN 978-5-17-154021-0.
- За рекой Смородиной. — СПб.: Лира, 2024. — 192 с. — ISBN 978-5-907727-06-9.

Сборник прозы и стихов
- Скавуль. Мурмуары кота Феликса Эдмундовича Великолепного. — М.: Издательство «Формаслов», 2022. — 118 с. — ISBN 978-5-6046172-9-8. Архивировано 16 июня 2022 года.

Стихотворения в коллективных сборниках
- Я — израненная земля. Русская поэзия о весне крымской и войне донбасской. — М.: Книжный Клуб Книговек, 2017. — 288 с. — ISBN 978-5-4224-1304-1.
- ПоэZия русского лета. — М.: АНО «ТВ-Новости», 2022. — 376 с.
- ПоZыVнOй — Победа! Антология современной патриотической поэзии. — М.: ООО «Издательство «Вече»; Союз писателей России, 2022. — 288 с. — ISBN 978-5-4484-3745-8.
- Воскресшие на Третьей мировой. — СПБ.: Питер, 2023. — ISBN 978-5-6049588-1-0.

Журнальные публикации
- И снег, и человеческое слово…
- Запах травы да горячей железной подковы…
- «вот так и бредет, потерянная…»
- Засыпают зёрна под землёй…
- Выше ноги от земли